# James Gathers
James F. « Jimmy » Gathers  (né le 13 juin 1930 à Sumter et mort le 1er juin 2002 à Alcoa) est un athlète américain, spécialiste du sprint.

## Carrière
Il se classe troisième du 100 m et du 200 m lors des sélections olympiques américaines de 1952 mais est retenu uniquement pour l'épreuve du 200 m. Aux Jeux olympiques d'Helsinki, James Gathers remporte la médaille de bronze du 200 m en 20 s 8, derrière ses compatriotes Andrew Stanfield et Thane Baker.

### Palmarès
| Date | Compétition     | Lieu     | Résultat | Épreuve |
| ---- | --------------- | -------- | -------- | ------- |
| 1952 | Jeux olympiques | Helsinki | 3e       | 200 m   |

### Records
| Épreuve | Performance | Lieu | Date |
| ------- | ----------- | ---- | ---- |
| 200 m   | 20 s 8      |      | 1952 |